# 利西亞 (佛羅里達州)
利西亞（英語：Lithia）是位於美國佛羅里達州希爾斯波羅縣的一個非建制地區。該地的面積和人口皆未知。

## 地理
利西亞的座標為27°51′01″N 82°18′29″W / 27.85028°N 82.30806°W，而該地的平均海拔高度為32米（即105英尺）。